# Opere di Giuseppe Siri
Le opere di Giuseppe Siri, arcivescovo di Genova dal 1946 al 1987, si articolano in centinaia di titoli, suddivisi fra lettere pastorali, libri, discorsi, omelie, articoli e relazioni. Di seguito un elenco, non esaustivo, della sua produzione letteraria.

## Lettere pastorali
- Messaggio al Clero e al popolo dell'Archidiocesi per la presa di possesso, Genova, Ufficio Catechistico Diocesano, 1946, ISBN non esistente.
- Dobbiamo render conto del nostro battesimo. Lettera pastorale per la Quaresima del 1947, Genova, Ufficio Catechistico Diocesano, 1947, ISBN non esistente.
- Ballo e cinema. Due lettere di Sua Eccellenza Monsignor Giuseppe Siri, Arcivescovo di Genova, Genova, Ufficio Catechistico Diocesano, 1947, ISBN non esistente.
- La responsabilità morale. Lettera pastorale per la Quaresima del 1948, Genova, Edizioni Buona Stampa, 1948, ISBN non esistente.
- Presentazione del decreto del Sant'Uffizio, Genova, Ufficio Catechistico Diocesano, 1949, ISBN non esistente.
- La legge dell'astinenza e del digiuno. Lettera pastorale per la Quaresima del 1949, Genova, Ufficio Catechistico Diocesano, 1949, ISBN non esistente.
- Il metodo. Lettera pastorale al clero, Genova, Ufficio Catechistico Diocesano, 1950, ISBN non esistente.
- Il grande ritorno. Lettera pastorale per la Quaresima 1950, Genova, Ufficio Catechistico Diocesano, 1950, ISBN non esistente.
- Lettera pastorale per la proclamazione dogmatica dell'Assunzione della Madonna in cielo, Genova, Ufficio Catechistico Diocesano, 1950, ISBN non esistente.
- La modernità. Lettera pastorale, Genova, Ufficio Catechistico Diocesano, 1950, ISBN non esistente.
- Monito. Gli applausi in chiesa, Genova, Ufficio Catechistico Diocesano, 1950, ISBN non esistente.
- Pregate? Lettera pastorale per la Quaresima del 1951, Genova, Ufficio Catechistico Diocesano, 1951, ISBN non esistente.
- Il male del secolo. Lettera pastorale al clero, Genova, Ufficio Catechistico Diocesano, 1952, ISBN non esistente.
- La Madonna della città. Lettera pastorale per la Quaresima del 1952, Genova, Ufficio Catechistico Diocesano, 1952, ISBN non esistente.
- Lettera pastorale ai canonici, Genova, Ufficio Catechistico Diocesano, 1953, ISBN non esistente.
- Per un mondo migliore. Lettera pastorale per la Quaresima del 1953, Genova, Ufficio Catechistico Diocesano, 1953, ISBN non esistente.
- L'apostolato della preghiera. Lettera al clero, Genova, Tipografia Cardinale, 1954, ISBN non esistente.
- Che cosa dunque date al Signore, Dio vostro? Lettera pastorale per la Quaresima del 1954, Genova, Tipografia Cardinale, 1954, ISBN non esistente.
- Lettera pastorale ai superiori e ai membri di tutte le confraternite, Genova, Ufficio Catechistico Diocesano, 1955, ISBN non esistente.
- Il diritto del Redentore. Lettera pastorale per la Quaresima 1955, Genova, Ufficio Catechistico Diocesano, 1955, ISBN non esistente.
- Che ci siano o meno vocazioni dipende dai sacerdoti. Il problema delle confessioni nelle parrocchie. Lettere pastorali al clero, Genova, Ufficio Catechistico Diocesano, 1955, ISBN non esistente.
- La tenuta delle Chiese. Lettera pastorale al clero, Genova, Ufficio Catechistico Diocesano, 1955, ISBN non esistente.
- La vita ha bisogno di ideale. Lettera pastorale per la Quaresima del 1956, Genova, Ufficio Catechistico Diocesano, 1956, ISBN non esistente.
- La Pentecoste. Lettera Pastorale per la Quaresima del 1957, Genova, Ufficio Catechistico Diocesano, 1957, ISBN non esistente.
- Due istruzioni circa le Sante Messe vespertine, Genova, Ufficio Catechistico Diocesano, 1957, ISBN non esistente.
- La moderna impostazione della parrocchia. Lettera pastorale al clero, Genova, Ufficio Catechistico Diocesano, 1957, ISBN non esistente.
- L'impegno ascetico della parrocchia, Genova, Ufficio Catechistico Diocesano, 1958, ISBN non esistente.
- Il centenario della apparizione della Vergine Immacolata a Lourdes. Lettera pastorale per la Quaresima del 1958, Genova, Ufficio Catechistico Diocesano, 1958, ISBN non esistente.
- La lingua latina e la lingua italiana nella liturgia, Genova, Ufficio Catechistico Diocesano, 1958, ISBN non esistente.
- I complessi di inferiorità. Lettera pastorale al clero, Genova, Ufficio Catechistico Diocesano, 1958, ISBN non esistente.
- Ortodossia, errori e pericoli, Genova, Ufficio Catechistico Liturgico Diocesano, 1959.
- La Sacra Scrittura. Lettera pastorale per la Quaresima del 1959, Genova, Ufficio Catechistico Liturgico Diocesano, 1959.
- Movimento lavoratori. Appunti per il clero dell'Archidiocesi di Genova, Genova, Ufficio Catechistico Liturgico Diocesano, 1960, ISBN non esistente.
- L'esame di coscienza. Lettera pastorale per la Quaresima del 1960, Genova, Ufficio Catechistico Liturgico Diocesano, 1960, ISBN non esistente.
- Veder chiaro, 1. La modernità, il metodo, il male del secolo. Tre lettere pastorali al clero, Genova, Ufficio Catechistico Liturgico Diocesano, 1960, ISBN non esistente.
- Punti da tenersi ben fermi nell'apostolato coi giovani, soprattutto studenti, da parte dei sacerdoti che in qualche modo se ne occupano, Genova, Ufficio Catechistico Liturgico Diocesano, 1960, ISBN non esistente.
- Per l'utilizzazione concreta e metodica della pia pratica del primo venerdì del mese, Genova, Ufficio Catechistico Liturgico Diocesano, 1960, ISBN non esistente.
- Veder chiaro, 2. Salvare la gioventù, il problema delle confessioni, la moderna impostazione della parrocchia, i complessi d'inferiorità. Quattro lettere pastorali al clero, Genova, Ufficio Catechistico Liturgico Diocesano, 1961, ISBN non esistente.
- L'anima vostra è in maggior pericolo! Lettera pastorale per la Quaresima del 1961, Genova, Ufficio Catechistico Liturgico Diocesano, 1961, ISBN non esistente.
- Tempo di salvezza. Quattro lettere pastorali per la Santa Quaresima, Genova, Ufficio Catechistico Liturgico Diocesano, 1961, ISBN non esistente.
- Ortodossia, cedimenti, compromessi. Lettera pastorale di S.Em. il Card. Giuseppe Siri al clero dell'Archidiocesi di Genova, Genova, Ufficio Catechistico Liturgico Diocesano, 1961, ISBN non esistente.
- I problemi pastorali posti dal turismo festivo, Genova, Ufficio Catechistico Liturgico Diocesano, 1961, ISBN non esistente.
- Sacerdozio secondo il Vangelo. Lettera pastorale al clero, Genova, Ufficio Catechistico Liturgico Diocesano, 1962, ISBN non esistente.
- La visita al SS. Sacramento. Lettera Pastorale per la Quaresima del 1962, Genova, Ufficio Catechistico Liturgico Diocesano, 1962, ISBN non esistente.
- Ortodossia, chiesa, fedeli, mondo. Lettera pastorale di S.Em. il Card. Giuseppe Siri al clero dell'Archidiocesi di Genova, Genova, Ufficio Catechistico Liturgico Diocesano, 1962, ISBN non esistente.
- La distribuzione razionale del lavoro nel clero parrocchiale. Istruzione ai reverendi parroci dell'Archidiocesi di Genova, Genova, Ufficio Catechistico Liturgico Diocesano, 1962, ISBN non esistente.
- Si apre il Concilio Vaticano II. Lettera pastorale, Genova, Ufficio Catechistico Liturgico Diocesano, 1962, ISBN non esistente.
- Sacerdozio secondo il Vangelo. Pastorale al clero, Genova, Ufficio Catechistico Liturgico Diocesano, 1962, ISBN non esistente.
- Invito alla comunione frequente. Lettera pastorale per la Quaresima del 1963, Genova, Ufficio Catechistico Liturgico Diocesano, 1963, ISBN non esistente.
- Ortodossia, 5. Equilibrio della personalità. Lettera pastorale al clero genovese, Genova, Ufficio Catechistico Liturgico Diocesano, 1964, ISBN non esistente.
- Informazione vera sul Concilio. Ecumenismo cattolico, Genova, Ufficio Catechistico Liturgico Diocesano, 1964, ISBN non esistente.
- La Costituzione Conciliare circa la S.Liturgia e il Motu Proprio "Pastorale Munus". Istruzioni e norme del Cardinale Siri per l'Archidiocesi di Genova, Genova, Ufficio Catechistico Liturgico Diocesano, 1964, ISBN non esistente.
- La riforma liturgica. Lettera pastorale per la Quaresima del 1965, Genova, Ufficio Catechistico Liturgico Diocesano, 1965, ISBN non esistente.
- Lettera agli insegnanti di religione, Genova, Ufficio Catechistico Liturgico Diocesano, 1966, ISBN non esistente.
- Crociata per la fame nel mondo. Lettera pastorale per la Quaresima del 1966, Genova, Ufficio Catechistico Liturgico Diocesano, 1966, ISBN non esistente.
- Il sacramento della penitenza. Lettera pastorale al clero dell'Arcidiocesi di Genova, Genova, Ufficio Catechistico Liturgico Diocesano, 1967, ISBN non esistente.
- Tutti i fedeli sono tenuti a fare dell'apostolato. Lettera pastorale per la Quaresima del 1967, Genova, Ufficio Catechistico Liturgico Diocesano, 1967, ISBN non esistente.
- Non mimetizzarsi. Lettera pastorale al clero, Genova, Ufficio Catechistico Liturgico Diocesano, 1967, ISBN non esistente.
- Fede e senso morale. Lettera pastorale per la Quaresima del 1968, Genova, Edizioni Rivista Diocesana Genovese, 1968, ISBN non esistente.
- Come orientarsi? Sesta lettera pastorale al clero sulla ortodossia, Genova, Edizioni Rivista Diocesana Genovese, 1968, ISBN non esistente.
- I punti fermi nella vita, Lettera pastorale per la Quaresima del 1969, Genova, Ufficio Catechistico Liturgico Diocesano, 1969, ISBN non esistente.
- Le ombre di questi anni. Settima pastorale al clero sull'ortodossia, Genova, Ufficio Catechistico Liturgico Diocesano, 1969, ISBN non esistente.
- Allarme per la famiglia. Lettera pastorale per la Quaresima del 1970, Genova, Ufficio Catechistico Liturgico Diocesano, 1970, ISBN non esistente.
- La presenza di Dio. Lettera pastorale per la Quaresima del 1971, Genova, Ufficio Catechistico Liturgico Diocesano, 1971, ISBN non esistente.
- I contenuti. Decima lettera pastorale sulla ortodossia, Genova, Ufficio Catechistico Liturgico Diocesano, 1971, ISBN non esistente.
- A che punto siamo?, Lettera pastorale per la Quaresima del 1972, Genova, Ufficio Catechistico Liturgico Diocesano, 1972, ISBN non esistente.
- Programmazione delle Parrocchie, Genova, Ufficio Catechistico Liturgico Diocesano, 1972, ISBN non esistente.
- L'Abito Ecclesiastico. Precisazione disciplinare indirizzata il 20 agosto 1972 ai Superiori dei due Seminari diocesani di Genova, Genova, Ufficio Catechistico Liturgico Diocesano, 1972, ISBN non esistente.
- Lettera ai Professori di Liturgia e di Rubriche, nonché di canto, dei Seminari, Genova, Ufficio Catechistico Liturgico Diocesano, 1972, ISBN non esistente.
- Guardate al "dopo" per allenarvi bene "ora". Lettera pastorale ai seminaristi e ai chierici del seminario, Genova, Ufficio Catechistico Liturgico Diocesano, 1972, ISBN non esistente.
- Il senso della Chiesa, Genova, Ufficio Catechistico Liturgico Diocesano, 1972, ISBN non esistente.
- I tre pericoli per la famiglia. Lettera pastorale per la Quaresima del 1973, Genova, Ufficio Catechistico Liturgico Diocesano, 1973, ISBN non esistente.
- La penitenza. Terza Pastorale per l'Anno Santo e per la Quaresima 1974, Genova, Ufficio Catechistico Liturgico Diocesano, 1974, ISBN non esistente.
- Annuncio alla diocesi di Bobbio della nomina del vescovo ausiliare di Bobbio, Genova, Ufficio Catechistico Liturgico Diocesano, 1974, ISBN non esistente.
- Dopo il referendum: lettera pastorale al clero, Genova, Ufficio Catechistico Liturgico Diocesano, 1974, ISBN non esistente.
- Il problema dei giovani "oggi". Lettera pastorale al clero, Genova, Ufficio Catechistico Liturgico Diocesano, 1975, ISBN non esistente.
- Il fondamento della convivenza. Lettera pastorale per la Quaresima del 1975, Genova, Ufficio Catechistico Liturgico Diocesano, 1975, ISBN non esistente.
- Richiamo al VI comandamento. Lettera pastorale per la Quaresima 1976, Genova, Ufficio Catechistico Liturgico Diocesano, 1976, ISBN non esistente.
- La paura, Genova, Ufficio Catechistico Liturgico Diocesano, 1976, ISBN non esistente.
- Lettera ai fedeli per l'anno della catechesi, Genova, Ufficio Catechistico Liturgico Diocesano, 1976, ISBN non esistente.
- L'indifferenza religiosa. Lettera pastorale per la Quaresima 1977, Genova, Ufficio Catechistico Liturgico Diocesano, 1977, ISBN non esistente.
- Il pericolo della osmosi. Lettera pastorale al clero, Genova, Ufficio Catechistico Liturgico Diocesano, 1977, ISBN non esistente.
- La divina liturgia oggi, Genova, Ufficio Catechistico Liturgico Diocesano, 1977, ISBN non esistente.
- L'ultima trincea. Lettera pastorale per la Quaresima del 1978, Genova, Libreria Arcivescovile, 1978, ISBN non esistente.
- Pastorali quaresimali, Genova, Libreria Arcivescovile, 1978, ISBN non esistente.
- Notificazione ufficiale della morte di Paolo VI, Genova, Ufficio Catechistico Liturgico Diocesano, 1978, ISBN non esistente.
- Esortazione al clero. Lettera pastorale in occasione del proprio Giubileo sacerdotale, Genova, Libreria Arcivescovile, 1978, ISBN non esistente.
- Messaggio alla Gente di Liguria in occasione del pellegrinaggio per l'offerta dell'olio ad Assisi, Genova, Ufficio Catechistico Liturgico Diocesano, 1978, ISBN non esistente.
- Dopo l'approvazione della legge sull'aborto, Genova, Ufficio Catechistico Liturgico Diocesano, 1978, ISBN non esistente.
- I traguardi. Lettera pastorale ai seminaristi, Genova, Ufficio Catechistico Liturgico Diocesano, 1979, ISBN non esistente.
- Messaggio al mondo del lavoro. Lettera pastorale per la Quaresima del 1979, Genova, Ufficio Catechistico Liturgico Diocesano, 1979, ISBN non esistente.
- La gioia. Lettera pastorale ai seminaristi, Genova, Ufficio Catechistico Liturgico Diocesano, 1979, ISBN non esistente.
- Essere nella Chiesa. Lettera pastorale per la Quaresima del 1980, Genova, Ufficio Catechistico Liturgico Diocesano, 1980, ISBN non esistente.
- Genitori, attenti! Lettera pastorale per la Quaresima del 1981, Genova, Ufficio Catechistico Liturgico Diocesano, 1981, ISBN non esistente.
- Invito alla Confessione. Lettera pastorale per la Quaresima del 1982, Genova, Ufficio Catechistico Liturgico Diocesano, 1982, ISBN non esistente.
- Il peso delle colpe. Lettera pastorale per la Quaresima del 1983, Genova, Ufficio Catechistico Liturgico Diocesano, 1983, ISBN non esistente.
- Fiducia. Lettera pastorale per la Quaresima 1984, Genova, Ufficio Catechistico Liturgico Diocesano, 1984, ISBN non esistente.
- Per la canonizzazione della B. Paola Frassinetti. La Chiesa Genovese e la crisi cantieristica, Genova, Ufficio Catechistico Liturgico Diocesano, 1984, ISBN non esistente.
- La distrazione. Lettera pastorale, Genova, Ufficio Catechistico Liturgico Diocesano, 1984, ISBN non esistente.
- Traccia per operatori della pastorale, Pisa, Giardini Editori e Stampatori in Pisa, 1984, ISBN 88-427-0277-3.
- Gesù ha creato l'ufficio di «Papa». Lettere pastorali in preparazione alla visita del Papa, Genova, Ufficio Catechistico Liturgico Diocesano, 1985, ISBN non esistente.
- Il Papa a Genova. Lettere pastorali in preparazione alla visita del Papa, Genova, Ufficio Catechistico Liturgico Diocesano, 1985, ISBN non esistente.
- Il Papa viene a Genova! Lettere pastorali in preparazione alla visita del Papa, Genova, Ufficio Catechistico Liturgico Diocesano, 1985, ISBN non esistente.
- Papa e Vescovi. Lettere pastorali in preparazione alla visita del Papa, Genova, Ufficio Catechistico Liturgico Diocesano, 1985, ISBN non esistente.
- Pietro a Roma. Lettere pastorali in preparazione alla visita del Papa, Genova, Ufficio Catechistico Liturgico Diocesano, 1985, ISBN non esistente.
- La catechesi per gli adulti. Lettera pastorale per la Quaresima del 1986, Genova, Ufficio Catechistico Liturgico Diocesano, 1986, ISBN non esistente.
- Al Clero e ai fedeli di Bobbio, Genova, Ufficio Catechistico Liturgico Diocesano, 1986, ISBN non esistente.
- Messaggio per l'inaugurazione dell'Anno Giudiziario, Genova, Ufficio Catechistico Liturgico Diocesano, 1987, ISBN non esistente.
- L'Anno Mariano, Lettera pastorale per la Quaresima del 1987, Genova, Ufficio Catechistico Liturgico Diocesano, 1987, ISBN non esistente.
- Lettera Pastorale di Commiato dall'Arcidiocesi, Genova, Ufficio Catechistico Liturgico Diocesano, 1987, ISBN non esistente.

## Libri
- La Rivelazione, Roma, Studium, 1940, ISBN non esistente.
- La grazia nell'educazione dei giovani, Roma, Anonima Veritas Editrice, 1941, ISBN non esistente.
- Il Buon Pastore, Roma, Anonima Veritas Editrice, 1942, ISBN non esistente.
- La scelta dello stato e la direzione spirituale dei giovani, Roma, Anonima Veritas Editrice, 1943, ISBN non esistente.
- La ricostruzione della vita sociale, Roma, Anonima Veritas Editrice, 1944, ISBN non esistente.
- La Chiesa. La Rivelazione trasmessa. Corso di teologia dogmatica per laici, vol. 1, Roma, Studium, 1944, ISBN non esistente.
- Orientamenti 1948, Torino, Società Editrice Internazionale, 1948, ISBN non esistente.
- La Chiesa. La Rivelazione trasmessa. Corso di teologia dogmatica per laici, vol. 2, Roma, Studium, 1950, ISBN non esistente.
- Io sono il Signore Dio tuo, Torino, Società Editrice Internazionale, 1953, ISBN non esistente.
- La famiglia di Dio, Genova, Stabilimento Grafico Buona Stampa, 1955, ISBN non esistente.
- La strada passa per Cristo, Roma, Istituto Cattolico di Attività Sociali, 1956.
- Orientamenti. Tre allocuzioni sinodali, Genova, Ufficio Catechistico Diocesano, 1956, ISBN non esistente.
- Preparazione spirituale, scientifica e tecnica del cappellano del lavoro, Roma, O.N.A.R.M.O., 1956, ISBN non esistente.
- Esercizi spirituali. Tre corsi, Assisi, Pro Civitate Christiana, 1962, ISBN non esistente.
- Esame di coscienza pratico, Genova, Edizioni Paoline, 1964, ISBN non esistente.
- Il ringiovanimento nella Chiesa, Roma, Edizioni Paoline, 1965, ISBN non esistente.
- Ideali santi e celeste presenza nel mondo, Roma, Fraternità della Santissima Vergine Maria, 1965, ISBN non esistente.
- La Chiesa. La rivelazione trasmessa, Roma, Studium, 1965, ISBN non esistente.
- Chiesa e sviluppo, Roma, Edizioni della Fraternità della Santissima Vergine Maria, 1967, ISBN non esistente.
- Costituzione dogmatica sulla Chiesa, Alba, Edizioni Paoline, 1967, ISBN non esistente.
- Don Mino (Mons. Bartolomeo Pesce). Profilo, Genova, A.G.I.S., 1969.
- L'immutabile sacerdozio, Brescia, Edizioni Civiltà, 1970, ISBN non esistente.
- Non per noi, Signore, voll. I e II, Genova, Stringa Editore, 1971, ISBN non esistente.
- Ritorno alla Santa Messa, Città del Vaticano, Libreria Editrice Vaticana, 1972, ISBN 88-209-4570-3.
- I giovani di fronte al problema religioso, Roma, Edizioni della Fraternità della Santissima Vergine Maria, 1974, ISBN non esistente.
- Esame di coscienza pratico, Frigento, Casa Mariana Editrice, 1974, ISBN non esistente.
- Mio padre (Siri Nicolò). Profilo, Genova, A.G.I.S., 1975, ISBN non esistente.
- Esercizi spirituali. Tre corsi, Genova, Libreria Arcivescovile, 1978, ISBN non esistente.
- Pio XII. Pastor Angelicus. Nel quarantesimo anniversario della elezione al pontificato, Roma, Tipografia Poliglotta Vaticana, 1979, ISBN non esistente.
- Getsemani. Riflessioni sul movimento teologico contemporaneo, Roma, Fraternità della Santissima Vergine Maria, 1980, ISBN non esistente.
- A te sacerdote, voll. I e II, Frigento, Casa Mariana Editrice, 1983, ISBN non esistente.
- L'Immacolata, messaggio di Dio, Frigento, Casa Mariana Editrice, 1983, ISBN non esistente.
- Don Orione e Genova. Cinquant'anni di storia, Genova, Sagep Editore, 1985, ISBN 88-705-8173-X.
- I giovani e la vita di grazia, Frigento, Casa Mariana Editrice, 1987, ISBN non esistente.
- A te seminarista, Frigento, Casa Mariana Editrice, 1987, ISBN non esistente.
- Catechismo sociale cristiano, Roma, Vivere In, 1988, ISBN non esistente.
- Omelie per l'anno liturgico, Verona, Fede & Cultura, 2008, ISBN 88-899-1382-7. (pubblicato postumo)

## Discorsi
- Informazione vera sul Concilio. Discorso per la fine dell'anno 1963.
- Il Concilio e il mondo. Discorso per la fine dell'anno 1965.
- L'ordine umano si sta corrodendo. Discorso per la fine dell'anno 1969.
- Difendere la famiglia. Discorso per la fine dell'anno 1970.
- L'agonia della ragione. Discorso di fine d'anno 1972.
- L'agonia della felicità. Discorso di fine d'anno 1973.
- L'agonia di un tipo di civiltà. Discorso di fine d'anno 1974.
- La devoluzione della libertà. Discorso di fine d'anno 1975.
- L'agonia della legge. Discorso per la fine dell'anno 1976.
- L'agonia della vita. Discorso per la fine dell'anno 1977.
- E domani? Discorso per la fine dell'anno 1978.
- Abbiamo toccato il fondo? Discorso per la fine dell'anno 1979.
- Il disfacimento: la droga. Discorso per la fine dell'anno 1980.
- L'anestesia. Discorso per la fine dell'anno 1981.
- La pace è ammalata. Discorso per la fine dell'anno 1982.
- La Divina Provvidenza. Discorso di fine d'anno 1983.
- La sfida a Dio. Discorso per la fine dell'anno 1984.
- Il bilancio. Discorso per la fine dell'anno 1985.
- La pace. Discorso per la fine dell'anno 1986.
- Messaggio per l'inaugurazione dell'Anno Giudiziario, 1987.

## Opera omnia
Dal 1983 è in corso la pubblicazione, originariamente curata dal cardinale Pietro Palazzini, dell'opera omnia di Giuseppe Siri.
- La giovinezza della Chiesa. Testimonianze, documenti e studi sul Concilio Vaticano II, Pisa, Giardini Editori e Stampatori in Pisa, 1983, ISBN 88-427-0723-6.
- Il primato della verità. Lettere pastorali sull'ortodossia, Pisa, Giardini Editori e Stampatori in Pisa, 1984, ISBN 88-427-1051-2.
- La strada passa per Cristo, I. Lettere pastorali e conferenze sulla questione sociale, 1949-1982, Pisa, Giardini Editori e Stampatori in Pisa, 1985, ISBN 88-427-1236-1.
- La strada passa per Cristo, II. Studi sociali e prolusioni alle Settimane Sociali dei Cattolici Italiani, 1944-1982, Pisa, Giardini Editori e Stampatori in Pisa, 1986, ISBN 88-427-1237-X.
- Il sacerdozio cattolico, I. Lettere pastorali e studi sulle vocazioni, i seminari, i seminaristi e sul sacerdozio, Pisa, Giardini Editori e Stampatori in Pisa, 1986, ISBN 88-427-1136-5.
- Il dovere dell'ortodossia. Editoriali di Renovatio e note al clero, Pisa, Giardini Editori e Stampatori in Pisa, 1987, ISBN 88-427-0591-8.
- La vita pastorale, I. Lettere pastorali e studi sull'apostolato in diocesi e in parrocchia, Pisa, Giardini Editori e Stampatori in Pisa, 1988, ISBN 88-427-1378-3.
- La vita pastorale, II. Lettere pastorali e studi sull'apostolato in diocesi e in parrocchia, Pisa, Giardini Editori e Stampatori in Pisa, 1988, ISBN 88-427-1379-1.
- Teologia dogmatica I. Unità di Dio, Pisa, Giardini Editori e Stampatori in Pisa, 1990, ISBN 88-427-1301-5.
- Un vescovo ai vescovi. Memorie, discorsi e documenti sul ministero episcopale, Pisa, Giardini Editori e Stampatori in Pisa, 1991, ISBN 88-427-1366-X.
- Salvare la gioventù. Lettere pastorali, discorsi e studi sulla pastorale giovanile, Pisa, Giardini Editori e Stampatori in Pisa, 1994, ISBN 88-427-1143-8.
- La perfezione cristiana. Lettere pastorali per la Quaresima, Pisa, Giardini Editori e Stampatori in Pisa, 2010, ISBN 88-427-1482-8.
- Le agonie del nostro tempo e la vita nuova in Cristo. Discorsi per la fine dell'anno sulle prospettive pastorali della Chiesa nell'epoca della secolarizzazione, Pisa, Giardini Editori e Stampatori in Pisa, 2011, ISBN 88-427-1465-8.